# Transplants
I Transplants sono un gruppo musicale rap rock statunitense, formatosi a Los Angeles nel 1999. La loro musica fonde sonorità punk e rap.

## Storia
Il gruppo è formato da Tim Armstrong (Rancid e ex-Operation Ivy), compositore, voce, e chitarra, Rob Aston (detto Skinhead Rob), voce, per quanto riguarda i pezzi hip-hop, Travis Barker (ex-Aquabats, blink-182, Box Car Racer e +44), batteria, più percussioni ed altri effetti sonori.
La band californiana è stata fondata nel 1999 da Armstrong; nel 2002 c'è la prima uscita discografica (senza titolo) della band, che contiene i singoli D.J. D.J e Diamonds & Guns, prodotta dall'etichetta indipendente dello stesso Armstrong, la Hellcat Records.
Il successo del primo album fu dovuto allo stile originale ed inaspettato da musicisti che prima operavano solo nella scena punk. I Transplants sono una sorta di "supergruppo" per via degli elementi molto famosi che contiene (tranne Aston) e per il fatto che comunque fin dall'inizio abbia collaborato con personalità musicali piuttosto celebri (come ad esempio il rapper Danny Diablo).
Nel 2005 esce il loro secondo lavoro: "Haunted Cities". Il disco vanta collaborazioni con artisti come Sen Dog (Cypress Hill), B-Real (Cypress Hill), Boo Yaa T.R.I.B.E. o Rakaa. Assieme a questi personaggi della scena Hip-Hop c'è anche la partecipazione del pianista dei Rancid (già presente a sul primo cd), Matt Freeman (Bassista dei Rancid) e alcuni noti DJ di Los Angeles. Il cd sarà prodotto dalla "La Salle Records" (casa discografica di Travis) e dalla "Atlantic Records". Il cd non riscuoterà un grande successo, visto che la seconda casa discografica non da grande importanza alla band. Il cd vende pochissimo: solamente 34000 copie. Paul Wall (rapper texano, southside) decide successivamente di elaborare un remix dell'album, da titolo "Haunted Cities Screwd & Chopped". Il pubblico non apprezza nemmeno questo lavoro, nonostante ciò Wall, dopo il Warped Tour, decide di fondare una band con Travis Barker (impegnato con DJ AM in quel periodo) e Skinhead Rob. La band si chiama "Expensive Taste".
Il trio si è riunito all'inizio del 2010 per registrare un nuovo album. Visti i tanti impegni dei componenti, hanno deciso di incontrarsi una volta alla settimana e precisamente il martedì (da qui sono nati i "Transplants Tuesdays"). L'album, intitolato In a Warzone, è stato pubblicato il 25 giugno 2013.

## Discografia

### Album in studio
- 2002 – Transplants
- 2005 – Haunted Cities
- 2013 – In a Warzone

### EP
- 2017 – Take Cover

### Apparizioni in compilation
- 2006 – Best of Punk–O–Rama